# Фролова, Татьяна Александровна
Татьяна Александровна Фроло́ва (род. 7 октября 1965 года) — российская артистка балета, народная артистка Российской Федерации (2003).
В 1984 году, окончив Воронежское хореографическое училище, была принята в балетную труппу Воронежского театра оперы и балета.

## Репертуар
- Одетта—Одиллия, «Лебединое озеро» П. И. Чайковского
- Маша, «Щелкунчик» П. И. Чайковского
- Аврора, «Спящая красавица» П. И. Чайковского
- Китри, «Дон Кихот» Л. Минкуса
- Сильфида, «Сильфида» Г. Левенскольда

## Награды
- Орден «За заслуги в культуре и искусстве» (20 декабря 2024 года) — за вклад в развитие отечественной культуры и искусства, многолетнюю плодотворную деятельность[1]
- Народная артистка Российской Федерации (30 января 2003 года) — за большие заслуги в области искусства[2]
- Заслуженная артистка Российской Федерации (3 июня 1994 года) — за заслуги в области хореографического искусства[3]